# Vieira do Minho
Vieira do Minho (vi'ɐiɾɐ du 'miɲu) è un comune portoghese di 14 724 abitanti, situato nel distretto di Braga.
Il suo territorio comunale ospita le sorgenti del fiume Ave.

## Società

### Evoluzione demografica
| Popolazione di Vieira do Minho (1801 – 2004) | Popolazione di Vieira do Minho (1801 – 2004) | Popolazione di Vieira do Minho (1801 – 2004) | Popolazione di Vieira do Minho (1801 – 2004) | Popolazione di Vieira do Minho (1801 – 2004) | Popolazione di Vieira do Minho (1801 – 2004) | Popolazione di Vieira do Minho (1801 – 2004) | Popolazione di Vieira do Minho (1801 – 2004) | Popolazione di Vieira do Minho (1801 – 2004) |
| -------------------------------------------- | -------------------------------------------- | -------------------------------------------- | -------------------------------------------- | -------------------------------------------- | -------------------------------------------- | -------------------------------------------- | -------------------------------------------- | -------------------------------------------- |
| 1801                                         | 1849                                         | 1900                                         | 1930                                         | 1960                                         | 1981                                         | 1991                                         | 2001                                         | 2004                                         |
| 3953                                         | 13465                                        | 14904                                        | 15382                                        | 18920                                        | 17931                                        | 15775                                        | 14724                                        | 14474                                        |

## Suddivisioni amministrative
Dal 2013 il concelho (o município, nel senso di circoscrizione territoriale-amministrativa) di Vieira do Minho è suddiviso in 16 freguesias principali (letteralmente, parrocchie).

### Freguesias
1. Anissó: Anissó, Soutelo
2. Anjos: Anjos, Vilar Chão
3. Caniçada: Caniçada, Soengas
4. Ruivães: Ruivães, Campos
5. Ventosa: Ventosa, Cova
6. Cantelães
7. Eira Vedra
8. Guilhofrei
9. Louredo
10. Mosteiro
11. Parada do Bouro
12. Pinheiro
13. Rossas
14. Salamonde
15. Tabuaças
16. Vieira do Minho